# Convento de Santa Isabel de los Reyes
El convento de Santa Isabel de los Reyes es un convento ubicado en la ciudad española de Toledo, en Castilla-La Mancha.

## Descripción

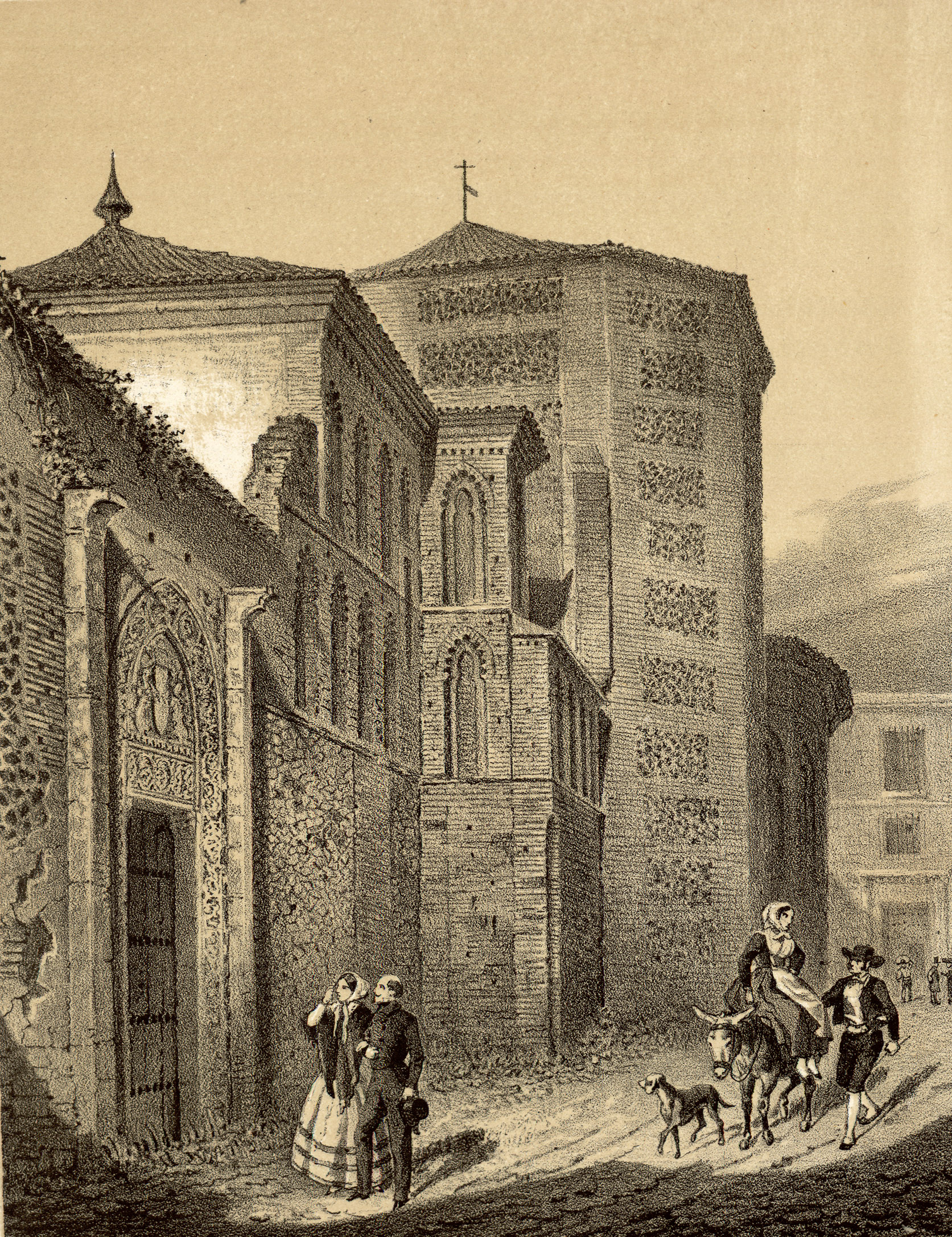
«S.^{TA} Ysabel (Toledo)» en Recuerdos y bellezas de España (1853). Dibujo y litografía de Francisco Javier Parcerisa.

El convento actual, fundado en 1477 por María Suárez de Toledo, conocida como «Sor María la Pobre», tiene su origen en dos palacios diferentes, ambos mudéjares del siglo XIV y la iglesia de San Antolín. Se ubica en el interior del casco histórico de la ciudad.
Se accede a él por la iglesia del convento, reconstruida durante el reinado de Carlos V, a través de una portada de la época de los Reyes Católicos (1500). Es de estilo gótico y está cubierta con artesonado de madera.
El retablo mayor, datado en 1572, es de estilo plateresco y presenta altorrelieves. El coro de las monjas, con zócalo de azulejos, un retablo plateresco y una sillería, todos del siglo XVI, se construyeron en los pies de la iglesia, donde se encuentra enterrada Sor María la Pobre.
El convento fue declarado monumento histórico-artístico perteneciente al Tesoro Artístico Nacional el 3 de junio de 1931, durante la Segunda República, mediante un decreto publicado el día 4 de ese mismo mes en la Gaceta de Madrid, con la rúbrica del presidente del Gobierno provisional de la República Niceto Alcalá-Zamora y el ministro de Educación Pública y Bellas Artes Marcelino Domingo y Sanjuán.
En 2001 fue delimitado el entorno de protección del convento, que por entonces contaba ya con el estatus de Bien de Interés Cultural.
Parte del edificio es un museo.